# Olimpiodor (filòsof platonic)
Olimpiodor (grec antic: Ὀλυμπιόδωρος, llatí: Olympiodorus) fou un filòsof platònic grec contemporani d'Isidor de Pelúsion, el qual, en una de les seves cartes, li retreu de no seguir els preceptes de Plató i de portar una vida d'indolència.